# Almacsigafélék
Az almacsigafélék (Ampullariidae) a csigák osztályába tartozó család. Ezek az állatok vízi tüdős csigák (gastropoda mollusucca), amelyek kopoltyúval és operkulummal (fedővel) rendelkeznek. Különlegességük, hogy egyszerre van működő kopoltyújuk és tüdejük, amelyeket a köpenyüreg egy válaszfala választ el egymástól. Ez a felépítés lehetővé teszi számukra, hogy kétéltű életmódot folytassanak. A család fajai gonochorisztikusak, ami azt jelenti, hogy minden egyedük külön nemű: vagy hím, vagy nőstény.

## Előfordulásuk
Tagjai közönséges édesvízi csigák, melyek a világ különböző trópusi területein élnek. A fajok nagyobb része állóvizekben él, csak néhány fajuk alkalmazkodott a gyors áramlású folyókhoz. Az almacsigák képesek rövid időre elhagyni a vizet, hogy új élőhelyeket keressenek, vagy száraz időszakokban az iszapba temetkezve vészeljék át a kedvezőtlen körülményeket. E széles körű alkalmazkodóképességük teszi lehetővé számukra, hogy változatos ökoszisztémákban éljenek, a sekély állóvizektől a dinamikus folyóvizekig.

## Ökológia
Az almacsigák kiválóan alkalmazkodtak a trópusi régiókhoz, amelyeket váltakozó száraz és esős időszakok jellemeznek. Ez az alkalmazkodás életmódjukban is tükröződik, mivel mérsékelten kétéltű életet élnek. Operkulumukkal (héjuk bejáratát lezáró fedővel) képesek lezárni héjukat, ezzel megakadályozva a kiszáradást, amikor a száraz időszakokban az iszapba temetkeznek.
Az almacsigák egyik jellegzetes alkalmazkodási stratégiája a kopoltyús légzés. Testük jobb oldalán található egy rendszer, amely a halak kopoltyúihoz hasonlóan víz alatti légzést tesz lehetővé, míg a bal oldalon egy tüdő található, amely levegőt lélegez be. Ez a kopoltyú-tüdő kombináció lehetővé teszi számukra, hogy szélesebb körben kutassanak élelem után. Természetes viselkedésük része, hogy elhagyják a vizet, ha a felszín alatti táplálékkészlet nem elegendő.
Számos alma csiga nemzetség (például Pomacea, Pila és Asolene/Pomella) a vízfelszín felett helyezi el tojásait meszes tokokban, amelyek világos rózsaszín színükről ismerhetők fel. Ez a különleges szaporodási stratégia védi a tojásokat a halak és más vízi ragadozók ellen. Egy másik védekezési mechanizmus, amely a Pomacea és Pila nemzetségekre jellemző, a csőszerű szifó, amely lehetővé teszi, hogy a csiga a víz alatt maradva lélegezzen levegőt, csökkentve ezzel a madarak, például a csigafüles madár (Limpkin) és a csigakeselyű (Snail kite) támadásaival szembeni sebezhetőséget.
Az almacsigák különböző élőhelyeken fordulnak elő, például tavakban, mocsarakban és folyókban. Bár időnként elhagyják a vizet, idejük nagy részét a víz alatt töltik. A tüdős csigákkal (Pulmonata) ellentétben az alma csigák nem hímnősök, hanem gonochorisztikusak, vagyis külön neműek: hímek és nőstények.

## Anatómia
Az Ampullariidae családba tartozó fajok jellegzetességei közé tartozik, hogy egyaránt képesek vízi és – korlátozott ideig – levegőn történő légzésre, köszönhetően kettős légzőrendszerüknek. Az állatok rendelkeznek kopoltyúval, mely a vízi légzésért felel, valamint egy tüdőszerű szervvel, mely lehetővé teszi számukra az atmoszférikus levegő felvételét. Ennek köszönhetően alacsony oxigéntartalmú vagy sekély vizekben is fennmaradhatnak, sőt, rövid időre akár a víz felszíne fölé emelkedve is lélegezhetnek.
Bizonyos fajok légzőszifonnal rendelkeznek, amely egy meghosszabbított, csőszerű képződmény. Ez a szifon a felszíni levegőhöz való hozzáférést segíti a víz alatt tartózkodó állat számára, anélkül, hogy ki kellene emelnie testét a vízből. A szifon használatával a csiga testének nagy része rejtve, védetten marad a víz alatt, miközben légzése továbbra is biztosított. A szifon hossza és alakja fajtól függően változhat.
Az Ampullariidae csigák általában erős, zömök házzal rendelkeznek, melyet meszes héj alkot. A héj színe és mintázata változatos lehet, számos faj esetében spirálisan csavarodott, gömbölyded formát mutat. A házat egy mészben gazdag, kemény fedél, az operkulum zárja le, amely védelemül szolgál kiszáradás, illetve ragadozók ellen, amikor az állat visszahúzódik a héjába.
A testük elülső részén található, izmos lábuk segítségével a talajon vagy növényi részeken kúsznak, míg a fejen elhelyezkedő hosszú tapogatók, valamint a szemek a környezet felderítésében, táplálék keresésében és a ragadozók észlelésében játszanak fontos szerepet. A szájnyílásban található reszelőnyelv (radula) segítségével a csiga aprítja, reszeli a növényi eredetű táplálékot.
Összességében az Ampullariidae családba tartozó csigák anatómiáját a kettős légzőrendszer, a védelmet szolgáló operkulum, a változatos héjforma, valamint a speciális légzőszifon megléte határozza meg, ami alkalmazkodásuk kulcsfontosságú eleme a különböző, gyakran szélsőséges vízi környezetekhez.

## Emberi felhasználás
Akváriumi állatként
Az almacsigák népszerű akváriumi állatok vonzó megjelenésük és méretük miatt. Megfelelő gondozás mellett bizonyos fajok akár 15 cm átmérőjűre is megnőhetnek, és az alma csigák közé tartoznak a Föld legnagyobb édesvízi csigái. Az akváriumi kereskedelemben leggyakrabban előforduló fajok a Pomacea bridgesii és a Pomacea diffusa, amelyeket gyakran neveznek „titokzatos csigáknak” vagy „hegyes tetejű alma csigáknak”. Ezek a csigák különböző színekben fordulnak elő, például barnában, albínóban, sárgában, de még kék, lila, rózsaszín és jáde árnyalatokban is. Egy másik elterjedt faj a Pomacea canaliculata, amely nagyobb, kerekebb és hajlamos vízi növényeket fogyasztani, ezért kevésbé alkalmas az akváriumokba. Ritkábban találkozhatunk akváriumokban a Pomacea maculata óriás fajjal.
Az alma csigák gyakran „arany (elefántcsont, kék, fekete...) titokzatos csiga” néven kerülnek forgalomba, és olykor hibás tudományos nevekkel, például Ampullarius helyett Pomacea, vagy helytelen fajnevekkel, mint például gigas maculatahelyett.
Hőmérsékleti igények
Az alma csigák számára az optimális akváriumi vízhőmérséklet 18 és 28 °C között van. Magasabb hőmérsékleten aktívabbak, gyorsabban esznek, másznak és nőnek, míg az alsó hőmérsékleti határon (18 °C) inaktívvá válhatnak.
Kártevőként
Az 1980-as években a Pomacea canaliculata-t Tajvanon honosították meg az escargot-ipar elindítása érdekében. Azonban nem vált sikeressé kulináris célokra, és a behozott csigák parazitát, például Angiostrongylus cantonensis-t (patkánytüdő-féreg) is hordozhattak. Az importált csigák elszabadulva komoly fenyegetést jelentettek a rizstermelésre és az őshonos ökoszisztémákra. Hasonló problémák léptek fel Hawaiin, ahol a tarótermesztést érintették hátrányosan.
Az USA-ban a Pomacea és Pila nemzetségek már meghonosodtak, és potenciális mezőgazdasági kártevőként tartják számon őket. Ezek a csigák nemcsak a mezőgazdaságot, hanem az emberi egészséget és a kereskedelmet is fenyegethetik.
Biológiai védekezési eszközként
A Pomacea és Marisa fajokat Afrikába és Ázsiába is betelepítették az egészségügyi szempontból problémás csigák, például a Bulinus és Biomphalaria fajok elleni védekezés céljából. Ezek a csigák a trematoda paraziták köztes gazdái, amelyek úszók viszketését és schistosomiasist okozhatnak. A Marisa cornuarietis például verseng az őshonos csigákkal és közvetlenül zsákmányolja is azokat.
Táplálékként
Mexikó Veracruz tartományában az alma csiga egyik alfaját, a Pomacea patula catemacensis-t „tegogolo” néven ismerik, amely tápláló ételként ismert. Húsa 100 grammonként körülbelül 12 gramm fehérjét tartalmaz, alacsony zsírtartalmú, ásványi anyagokban gazdag, és afrodiziákumként tartják számon. Csak vadon élő vagy speciálisan tenyésztett egyedek alkalmasak emberi fogyasztásra. Az akváriumi példányok erre nem megfelelőek.

## Rendszertan és taxonómia
Az Ampullariidae család az Ampullarioidea szupercsaládba tartozik, és egyben annak típuscsaládja is. A Bouchet & Rocroi (2005) által kidolgozott csigatani (Gastropoda) taxonómia alapján, amely követte Berthold (1991) javaslatát, a család két alcsaládot foglalt magában: Ampullariinae Gray, 1824 és Afropominae Berthold, 1991. A WoRMS által jelenleg elfogadott besorolás az Ampullariinae és Pomaceinae Starobogatov, 1983 alcsaládokat ismeri el.
Ampullariinae alcsalád (Gray, 1824)
- Ampullariini tribusz
  - Ampullaria Lamarck, 1799 – az Ampullariinae alcsalád típusneme, de jelenleg nem tekintik érvényes, ma is élő Ampullariidae-nemzetségnek; a Pila Röding, 1798 szinonimájának számít. lásd az Ampullaria nomenklatúrai részleteit
  - Forbesopomus Bequaert & Clench, 1937
  - Lanistes Montfort, 1810
  - Pila Röding, 1798
- Sauleini tribusz
  - Saulea Gray, 1868 – a Sauleini tribusz típusneme

Afropominae alcsalád
- Afropomus Pilsbry & Bequaert, 1927 – az Afropominae alcsalád típusneme, egyetlen faja az Afropomus balanoidea (Gould, 1850). A WoRMS az Ampullariinae alcsaládba sorolja.

Pomaceinae alcsalád (Starobogatov, 1983)
- Asolene d'Orbigny, 1838
- Felipponea (Dall, 1919)
- Marisa J. E. Gray, 1824
- Pomacea Perry, 1810

Alcsaládhoz nem sorolt (besorolás nélküli) nemzetségek:
- † Carnevalea Harzhauser & Neubauer, 2016
- † Doriaca Willmann, 1981
- † Euphepyrgula G.-X. Zhu, 1980
- † Mesolanistes Yen, 1945
- † Pictavia Cossmann, 1925
- Pomella Gray, 1847: a Pomacea Perry, 1810 szinonimája
- † Pseudoceratodes Wenz, 1928
- † Sudanistes Harzhauser & Neubauer, 2017

Szinonimák:
- Effusa Jousseaume, 1889: a Pomacea Perry, 1810 szinonimája (ifjabb szinonima)
- Pomella Gray, 1847: a Pomacea Perry, 1810 szinonimája
- Ampullaria Lamarck, 1799: a Pila Röding, 1798 szinonimája
- Ampullarius Montfort, 1810: a Pila Röding, 1798 szinonimája (érvénytelen: indokolatlan módosítása az Ampullaria névnek)
- Ampulloidea d'Orbigny, 1841: az Asolene d'Orbigny, 1838 szinonimája (felesleges helyettesítő név az Asolene helyett)
- † Ampullopsis Repelin, 1902: a Pila Röding, 1798 szinonimája (ifjabb szubjektív szinonima)
- Ceratodes Guilding, 1828: a Marisa (gastropod) Gray, 1824 szinonimája (ifjabb objektív szinonima a Marisa névhez)
- Subfamily Lanistinae Starobogatov, 1983: az Ampullariidae Gray, 1824 szinonimája
- Leroya Grandidier, 1887: a Lanistes Montfort, 1810 szinonimája
- Limnopomus Dall, 1904: a Pomacea Perry, 1810 szinonimája
- Meladomus Swainson, 1840: a Lanistes Montfort, 1810 szinonimája
- Pachychilus Philippi, 1851: a Pila Röding, 1798 szinonimája (a Pachylabra indokolatlan módosítása)
- Pachylabra Swainson, 1840: a Pila Röding, 1798 szinonimája (felesleges név a Pachystoma Guilding, 1828 helyett)
- Pachystoma Guilding, 1828: a Pila Röding, 1798 szinonimája
- Pomus Gray, 1847: a Pila Röding, 1798 szinonimája
- Tribe Sauleini Berthold, 1991: az Ampullariidae Gray, 1824 szinonimája
- Turbinicola Annandale & Prashad, 1921: a Pila Röding, 1798 szinonimája

## Rendszerezés
A családba az alábbi nemek tartoznak:
- Afropomus
- Ampullaria
- Asolene
- Lanistes
- Marisa
- Pila
- Pomacea
- Saulea

|  |